# Ławica Rowska
Ławica Rowska – ławica znajdująca się ok. 0,9 Mm na północ od wsi Rowy. Jej dno tworzy dość gruby żwir pokryty sporymi kamieniami. Najmniejsza głębokość na Ławicy Rowskiej wynosi 4,1 m.
W 1949 roku wprowadzono urzędowo rozporządzeniem polską nazwę Rowska Ławica, zastępując poprzednią niemiecką nazwę Rowe Bank.